# Myrrha
Myrrha byla v řecké mytologii dcerou kyperského krále Kinyra a jeho manželky Kenchréidy.
Myrrha se zamilovala do svého otce, kterého svedla k hříšné lásce. Tím si rozhněvala bohyni Afrodítu. Když otec dceřin skutek odhalil, chtěl ji zabít, jí se však podařilo utéci do ciziny, kde se sama proklela. Bohové ji proměnili v myrrhový strom (latinsky Commiphora). Dodnes z něho kapou její slzy – myrha.
Ze stromu se po čase narodil její syn a bratr, kterého se ujaly a vychovaly víly. Dostal jméno Adónis. Byl tak krásný a roztomilý, že v něm našla zalíbení sama bohyně Afrodíta. Svěřila ho do podsvětí Persefoně, avšak i ta propadla jeho kouzlu a nechtěla ho vrátit na svět.
Afrodíta si stěžovala samotnému Diovi, který šalamounsky rozhodl: Adónis bude trávit třetinu roku v podsvětí u Persefony, třetinu na zemi u Afrodíty a ostatní čas tam, kde bude sám chtít. Obě bohyně sice vyslechly rozsudek s nesouhlasem, nakonec však Afrodíta zvítězila, neboť Adónis trávil i svou volnou třetinu s ní, převážně lovem. Na jednom z nich také v dospělosti nalezl mladík svou smrt. I poté však z rozhodnutí nejvyššího boha trávil Adónis polovinu času v
podsvětí a polovinu na zemi, kde se konaly slavnosti na jeho památku.
Mýtus o Myrrze je pravděpodobně mnohem starší, Řekové ho mohli převzít od starých Féničanů.